# Кашников, Пётр Михайлович
Пётр Миха́йлович Ка́шников (27 декабря 1915 — 29 апреля 1945) — советский офицер, танкист-ас, участник Великой Отечественной войны, гвардии младший лейтенант.

## Биография
Родился 27 декабря 1915 года в селе Андрюшино Нижнетавдинского района Омской области (ныне Тюменской области). Русский.
Призван в Красную Армию в 1942 году. Воевал на Западном (с июня 1942) и Воронежском фронтах (с февраля 1943). В июле 1943 года и феврале 1944 года был ранен.
Командир танка Т-34 59-го отдельного танкового полка 60-й армии лейтенант П. М. Кашников отличился в январе 1944 года. Поддерживая своим танком пехотное подразделение, ворвался в населённый пункт Вышполь, где противник держал сильную оборону, уничтожил одно орудие, миномётную батарею с расчётом и до 30-ти солдат противника. Своими действиями экипаж П. М. Кашникова способствовал успешной атаке советской пехоты, за что был награждён орденом Красной Звезды (15 февраля 1944).
Командир танка T-34-85 «Мать — Родина» 126-го танкового полка 17-й гвардейской механизированной бригады 6-го гвардейского механизированного корпуса 4-й танковой армии 1-го Украинского фронта. Участвовал в Верхне-Силезской (март 1945 года) и Берлинской (16 апреля — 2 мая 1945 года) операциях, уничтожив 17 (по другим данным — 11) танков и самоходных орудий, 2 бронетранспортёра и 18 автомашин, истребил более двух рот живой силы противника. 24 марта был представлен к ордену Отечественной войны I степени, однако был награждён орденом Отечественной войны II степени (30 марта 1945).
Погиб 29 апреля 1945 года.

## Награды
- Орден Отечественной войны II степени (30 марта 1945)
- Орден Красной Звезды (15 февраля 1944)

## Памятник
Памятник Танк Т-34-85 «Мать — Родина» установлен в Саратове на улице Танкистов 19 ноября 1998 года, на постаменте — памятная плита.

Танк Мать Родина — памятная плита
Танк Т-34-85 Мать-Родина Саратов